# Ювенальна юстиція
Ювена́льна юсти́ція (лат. juvenālis — юнацький; лат. Jūstitia — правосуддя) — правова система щодо захисту прав дітей, має у своєму складі установи і організації, що здійснюють правосуддя у справах про правопорушення, скоєні неповнолітніми.

## Законодавчий статус
Глава 38 Кримінального процесуального кодексу України присвячена кримінальному провадженню щодо неповнолітніх.
Кримінальна міліція у справах дітей
Кримінальна міліція у справах дітей є складовою частиною кримінальної поліції органів внутрішніх справ і створюється на правах самостійного підрозділу в головних управліннях Міністерства внутрішніх справ України в Автономній Республіці Крим, місті Києві, Київській області, управліннях Міністерства внутрішніх справ міста Севастополя, областей, управліннях внутрішніх справ Міністерства внутрішніх справ України на транспорті та Міністерстві внутрішніх справ України.

## В судовій системі
Суди розглядають справи
- щодо неповнолітніх, які вчинили злочини;
- щодо неповнолітніх, які вчинили адміністративні правопорушення у віці від 16 до 18 років;
- про поміщення дітей віком від 11 років у приймальники-розподільники для дітей;
- про адміністративну відповідальність батьків (усиновителів) або опікунів (піклувальників) неповнолітніх за невиконання ними своїх обов'язків щодо виховання і навчання дітей;
- про обмеження батьків у дієздатності, відібрання дітей та позбавлення батьківських прав, виселення осіб, позбавлених батьківських прав, якщо їх спільне проживання з дітьми, щодо яких вони позбавлені батьківських прав, неможливе;
- про поновлення батьківських прав і розв'язання суперечок між батьками щодо місця проживання дітей;
- щодо інших питань, пов'язаних з особистими, житловими і майновими правами неповнолітніх[1].

## Історія виникнення
У Дигестах імператора Юстиніана (VI ст.) у четвертій книзі було закріплено титул IV «Про осіб, які не досягли 25 років», де зроблено намагання захистити неповнолітнього від несправедливого і жорстокого покарання. У документі було закріплено положення, згідно з яким обов'язок здійснювати захист осіб у віці до двадцяти п'яти років стосовно угод майнового характеру покладається на їхніх  опікунів, крім випадків, коли неповнолітній вчинить злочин умисно.  
Б. Ісмаілов обґрунтовано звертає увагу на те, що римське право залишило в історичній спадщині ще один доказ захисту дітей державою. Йдеться про теорію держави-батька, в якій держава оголошується найвищим опікуном дитини. Ця концепція вперше була задекларована в кінці ХІХ ст., коли в історії ювенальної юстиції виник момент створення так званих дитячих суддів.
У Законі ХІІ таблиць було закріплено положення, згідно з яким неповнолітня особа звільнялася від відповідальності у випадку, коли вона не зрозуміла характеру злочинного діяння. 
На основі цього правила, зазначає Б. Ісмаілов, було започатковано і покладено в основу сучасної ювенальної юстиції принцип розуміння. Засновником такого підходу до покарання неповнолітніх правопорушників через застосування принципу розуміння вважається французький юрист і дослідник у цій сфері права Філіпп Робер.
У німецькому збірнику законів Швебське зерцало йдеться про таку категорію злочинців, які у зв'язку з малолітством ще позбавлені розсудливості. У таких справах суддя повинен був звернутися за порадою до експертів для того, щоб обрати найбільш оптимальне покарання, яке б сприяло вихованню неповнолітнього. Таке ж положення було закріплено і в кримінально-судовому положенні короля Карла V Каролінга. 
В Іспанії існували церковні функціонери, які іменувалися батьками і суддями сиріт. Їхній правовий статус був закріплений законодавчо у 1337 р. указом іспанського короля Павла IV Арагоноського, який створив магістратуру батька сиріт у м. Валенсія. До її компетенції ввійшли опіка, піклування та працевлаштування дітей. Характерним є те, що католицька церква середньовічної Іспанії створювала спеціальні приюти і брала на себе функції ресоціалізації підлітків-правопорушників. 
В Італії вперше католицька церква ініціювала створення спеціальної пенітенціарної установи для неповнолітніх правопорушників. Папа Римський Клемент ХІ створив у м. Римі виправний дім Сен-Мішель, визначивши своїм указом коло підлітків, які повинні були там виховуватися, і умови їхнього утримання. 
Перший суд у справах неповнолітніх був створений в Австралії в 1890 році, потім в 1894 році у Канаді, а в 1899 році у США.
2 липня 1899 в Чикаго (штат Іллінойс) на підставі «Закону про дітей покинутих, безпритульних та злочинних і про нагляді за ними» був затверджений суд у справах неповнолітніх.

## Сучасні системи ювенального правосуддя
Функціонування ювенальної юстиції у світі базується на трьох основних моделях: 
- Англосаксонській (Австралія, США) передбачає обмежену предметну підсудність: ювенальний суд розглядає усі види правопорушень неповнолітніх, окрім тяжких злочинів
- Континентальній  (Німеччина, Франція) – ювенальні суди мають широку предметну підсудність – всі види правопорушень неповнолітніх розглядаються саме там і, разом з тим, суд розглядає справи дітей, які потребують допомоги з боку держави.
- Скандинавській (Швеція) - поєднується судова й адміністративна ювенальна юстиція. У ній немає окремих ювенальних судів, але в місцевому суді працює ювенальний суддя або створюється ювенальний відділ суду для розгляду справ неповнолітніх. Провідну роль серед державних інститутів, відіграє соціальна служба, організована за територіальним принципом.

## Основні функції ювенальної юстиції
1. Охоронна. Забезпечення судового захисту неповнолітнього як потерпілого, підсудного, засудженого тощо шляхом закриття справи про злочин неповнолітнього або про посягання на злочин, зменшення розміру покарання у зв'язку з неповноліттям відповідно до Кримінального кодексу України; надання переваги виховному впливу перед примусовими заходами тощо; цей принцип пов'язаний із відновною та примирною функціями;
2. Відновна та примирна. Ювенальна юстиція має базуватися на відновному принципі. У цьому її істотна відмінність від сучасного «дорослого» правосуддя. Правосуддя у справах неповнолітніх має бути не каральним, а передовсім таким, що відновлює порушені права та свободи жертви злочину або потерпілого від правопорушення, сприяє усвідомленню правопорушником необхідності відповідати за свої вчинки і здійсненню заходів для відшкодування завданої шкоди. Залагодження конфліктів та вирішення ситуацій, пов'язаних з правопорушеннями, відбувається шляхом досягнення порозуміння між сторонами судового процесу із залученням їх соціального оточення та представників місцевих громад;
3. Реабілітаційна. Реабілітація стосується і дитини, яка потерпіла від жорстокого поводження або недбалого піклування, і неповнолітнього правопорушника, який має бути ресоціалізований. Для цього ювенальний суд має стати координатором програм і проектів, а також центральною інституцією серед низки державних та недержавних, які працюють з дітьми. 

## Ювенальна юстиція в США
Ювенальна юстиція в Сполучених Штатах — це сукупність державних і місцевих судових систем, мета яких — реагувати на молодих людей, які вступають у контакт із правоохоронними органами та звинувачуються в порушенні закону. У рамках судового процесу суди у справах неповнолітніх розглядають ці справи, щоб визначити, чи порушив підліток закон, і, якщо так, ухвалити рішення про належну реакцію. Державні та місцеві виправні установи для неповнолітніх (включаючи пробацію та тюремні заклади) керують реабілітаційними програмами, послугами та санкціями, які надаються, щоб допомогти молодим людям припинити подальшу правопорушну поведінку.

## Ювенальна юстиція в Україні
Треба зазначити, що в Україні вже зроблено певні кроки для втілення у життя прогресивних положень міжнародно-правових актів, що дає підстави вести мову про позитивні зміни у національному (внутрішньодержавному) законодавстві. Протягом 2001 р. Верховна Рада України ухвалила закони: від 26 квітня 2001 р. № 2402-ІІІ «Про охорону дитинства», від 21 червня 2001 р. № 2558-ІІІ «Про соціальну роботу з дітьми та молоддю», від 15 листопада 2001 р. № 2789-ІІІ «Про попередження насильства в сім'ї», а ще в 1995 р. прийнято Закон від 24 січня 1995 р. № 20/95-ВР «Про органи і служби у справах дітей та спеціальні установи для дітей», в якому передбачено створення при судах інституту судових вихователів, положення про який затверджується Верховним Судом України, Міністерством юстиції України, Міністерством освіти України.
Протягом 2004 р. Пленум Верховного Суду України прийняв дві постанови: від 27 лютого 2004 р. № 2 «Про застосування судами законодавства про відповідальність за втягнення неповнолітніх у злочинну чи іншу антигромадську діяльність» та від 16 квітня № 5 «Про практику застосування судами України законодавства у справах про злочини неповнолітніх».
Нині в судах України практикується спеціалізація суддів, які розглядають справи про злочини неповнолітніх, і це є вагомим кроком до запровадження ювенальної юстиції.
13 січня 2005 р. прийнято Закон № 2342-IV «Про забезпечення організаційно-правових умов соціального захисту дітей-сиріт та дітей, позбавлених батьківського піклування», в якому визначено правові, організаційні, соціальні засади і гарантії державної підтримки дітей-сиріт та дітей, позбавлених батьківського піклування, і який є складовою законодавства про охорону дитинства. 
В Україні було запропоновано проект про поробацію та медіацію, відповідно до постанови Кабінету Міністрів №886.[недоступне посилання з серпня 2019]